# Batalha de Sacile
A Batalha de Sacile (também conhecida como Batalha de Fontana Fredda), ocorrida entre 15 e 16 de abril de 1809, foi um dos eventos da chamada Guerra da Quinta Coalizão, aliança militar que opôs Grã-Bretanha, Áustria, Prússia e Suécia contra a França de Napoleão Bonaparte. Nessa ocasião o exército austríaco, comandado pelo arquiduque João de Habsburgo-Lorena, derrotou as tropas franco-italianas comandadas pelo príncipe Eugênio de Beauharnais (que viria a ser nomeado vice-rei da Itália dois meses após o conflito) na região de Sacile, a leste do rio Livenza.